# ケント・カーター
ケント・カーター（Kent Carter、1939年6月14日 - 、ニューハンプシャー州ハノーバー生まれ）は、アメリカのジャズ・ベーシストである。彼の父であるアラン・カーターは、ヴァーモント交響楽団を設立した。彼はまた、アメリカ人アーティスト、ロックウェル・ケントの孫でもある。スティーヴ・レイシーのグループで演奏し、2枚のジャズ・コンポーザーズ・オーケストラのアルバムで演奏し、エマネム・レコードからアルバムをリリースした。

## ディスコグラフィ

### リーダー・アルバム
- Beauvais Cathedral (1976年、Emanem)
- Regeneration (1982年、Soul Note)
- The Willisau Suites (1984年、Emanem) ※ケント・カーター・ストリング・トリオ名義
- The Juillaguet Collection (1996年、Emanem)
- Intersections (2006年、Emanem) ※ケント・カーター・ストリング・トリオ名義
- Summer Works 2009 (2010年、Emanem)[2]
- Lost in June (2012年、Ictus) ※1977年録音
- Oratorios and Songs (2016年、Emanem) ※2010年録音

### 参加アルバム
ポール・ブレイ
- 『タッチング』 - Touching (1965年、Debut)

ジャズ・コンポーザーズ・オーケストラ
- 『コミュニケーション』 - Communication (1965年、JCOA)
- 『ジャズ・コンポーザーズ・オーケストラ』 - The Jazz Composer's Orchestra (1968年、JCOA)

スティーヴ・レイシー
- Disposability (1966年、RCA)
- 『果てしなき旅』 - Journey Without End (1971年、RCA Victor) ※with マル・ウォルドロン
- Mal Waldron with the Steve Lacy Quintet (1972年、America)
- 『トリックルス』 - Trickles (1976年、Black Saint)
- Troubles (1977年、Black Saint)
- Stamps (1979年、HatHut)
- The Way (1980年、HatHut) ※1979年録音

ジャンニ・レノーチ
- Secret Garden (2011年、Silta)

スポンティニアス・ミュージック・アンサンブル
- Quintessence (1986年、Emanem) ※1974年録音

Un Drame Musical Instantané
- A Travail égal salaire égal (1982年、Grrr)